# Serdica (arrondissement)
 (mars 2025).
 (mars 2025).
Pour l’article homonyme, voir Serdica.
Sérdica est un arrondissement de la ville de Sofia, capitale de la Bulgarie.

## Géographie et organisation
L'arrondissement Sérdica constitue l'un des 24 arrondissement de la municipalité de Sofia. Il est situé dans la partie nord de la ville et comprend les quartiers de :
- Banichora
- Bénkovski
- Voénna rampa
- Orlandovstsi
- Fondovi Jilichta
- Iliantsi (une fraction)
- Hadja Dimitar (une fraction)
- Centre-ville (une fraction)